# モノウィ (ネブラスカ州)
モノウィ (Monowi, [ˈmɒnoʊwaɪ]) は、アメリカのネブラスカ州ボイド郡にある法人化された村落である。2010年の国勢調査によれば、この村の人口は1人である。アメリカにおいて人口が1人の地方自治体はモノウィ以外に存在しない。
「モノウィ」はネイティヴ・アメリカンの言語で「花」を意味する言葉として伝えられている（具体的にどの単語にあたるかはわかっていない）。この村がもともとあった場所には何種類もの野生の花が咲いていたことからこの名がついた。

## 歴史
フレモント・エルクホーン・アンド・ミズーリ・バレー鉄道がこの地にまで延伸された1902年に、モノウィには村としての区画図ができた。同じ年に郵便局も開設され、1967年に閉業になるまでここで郵便が取り扱われていた。

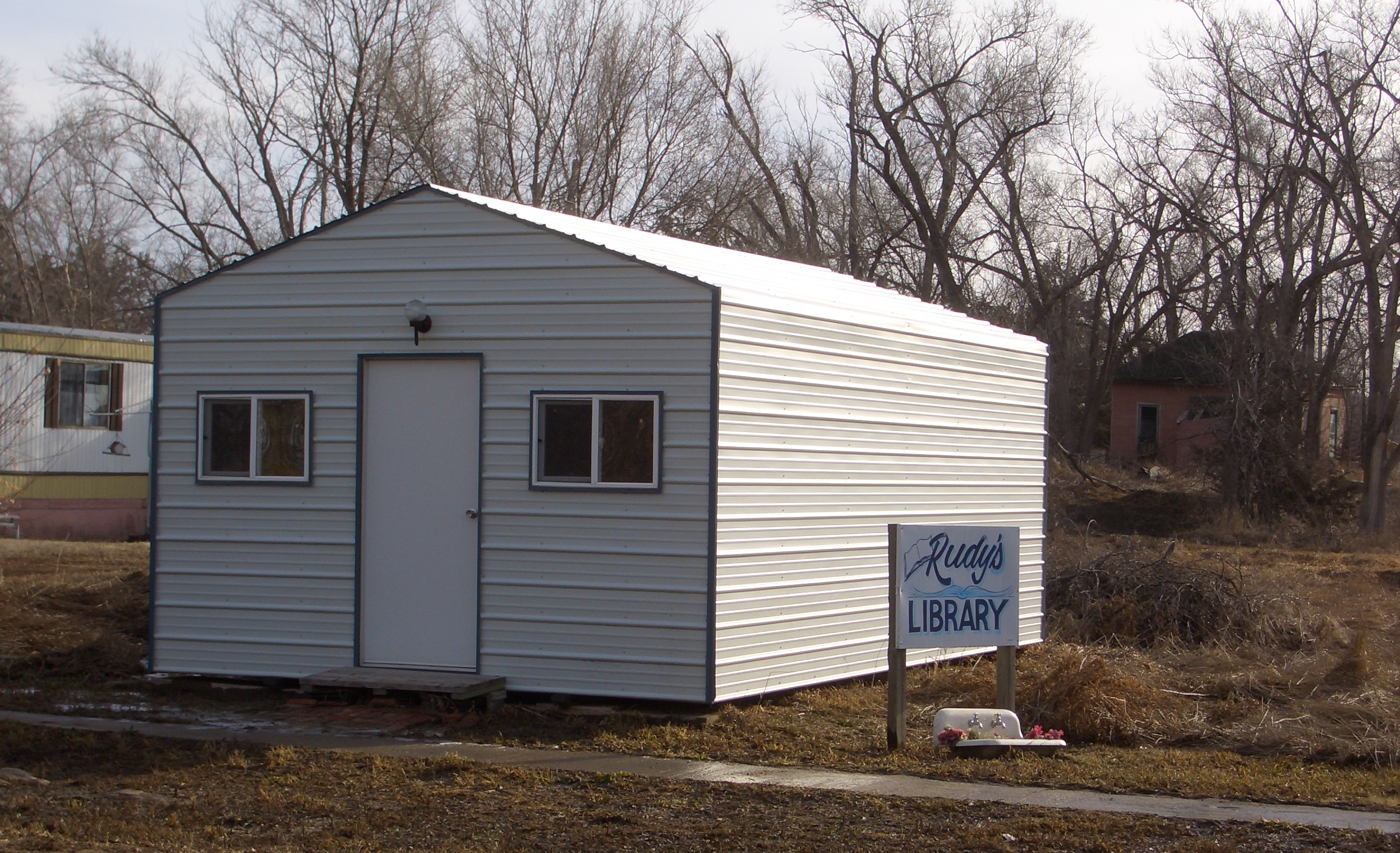
ルディの図書館

この村が最も栄えたのは1930年代である（この時代の人口は150人前後だった）。グレートプレーンズに点在する小さな村がたいていそうであるように、モノウィでも若者は大人になるとより良い職を求めて村を出て行っていた。2000年の国勢調査の期間（つまり次の2010年の調査までは）、モノウィの総人口は2人だった。この2人は夫婦でこの村に住んでおり、名前をルディ・アイラー、エルセ・アイラーといった。しかし2004年にルディが亡くなったため、残された妻がこの村の唯一の住民となった。この規模ではエルセ・アイラーは首長の役目を果たすほかなく、彼女は自分に酒類販売の免許を与え、その事業で得られた売上で自分に税金を払った。村に4基ある街灯の維持費につけられている州の予算を確保するために、アイラーは年ごとに自治体としての道路計画を策定しなければならなかった。

見捨てられたに近い村ではあるが、モノウィにはエルセが切り盛りする「モノウィ・タバーン」という名の酒場があり、彼女はこの村を通りすがる客を相手にここで商売をしている。エルセは、亡き夫ルディを偲んでつくられた図書館の蔵書5,000冊の管理も行っている。

## 地理
アメリカ合衆国国勢調査局によると、この村は0.54平方キロメートルの面積があり全て陸地である。ボイド郡の東端に位置し、ネブラスカ州全体では北東にあたる。ナイオブララ川とさらに大きいミズーリ川にはさまれた立地である。モノウィに最も近い村は、11キロメートルほど離れたリンチである。この村からおよそ312キロメートルほど行けば、オマハという大きな都市がある。

## 人口統計
国勢調査によれば2010年の時点で
- 総人口は1人（76.5歳、女性、白人）
- 世帯数は1つ（独居）
- モノウィにある住宅3戸のうち、人が居住しているのは1戸のみ

## 教育
この地域はリンチの公立学校の学区に含まれる。